# Veliki englesko-hrvatski rječnik
Veliki englesko-hrvatski rječnik veliko je djelo hrvatskog akademika Željka Bujasa izdano po prvi puta 1999. godine u Zagrebu od Nakladnog zavoda Globus. Rječnik na 1528 dvostupačnih stranica sadrži 100 000 leksičkih jedinica od kojih su 58 000 natuknica, a preostale fraze, izrazi i kolokacije. Rječnik obrađuje oko 177 000 značenja i 41 000 jedinica s usporednim američkim izgovorom. Ujedno sadrži i rječnik angloameričkih kratica, oko 3100 jedinica, i rječnik vlastitih i zemljopisnih imena, oko 4400 jedinica, s britanskim i američkim izgovorom.

## Opis
Knjiga ima tvrde korice tamnoplave boje sa srebrno otisnutim slovom E koje označava da se radio o englesko-hrvatskom rječniku. Rječnik ima i papirnati omot u boji na kojemu prevladavaju crvena, bijela i plava boja. Uz ime autora rječnika na omotu se nalazi i naslov rječnika i veliko slovo E otisnuto crvenom bojom. Dijagonala knjige iznosi 24 cm i spada pod biblioteku Rječnici i leksikoni Nakladnog zavoda Globus.
Na svakoj se stranici u prosjeku nalazi oko 66 leksičkih jedinica od kojih su oko 38 natuknica. Svaka je natuknica izvučena za dva slova od ostatka stupca te je podebljana kako bi se istaknula, primjeri su također podebljani. Stranice rječnika su tanke i glatke što omogućava lakše korištenje rječnika i smanjuje suvišnu masu knjige. Uz Veliki rječnik hrvatsko-engleskog jezika ovo je jedno od najvažnijih i najopširnijih djela hrvatskog akademika Željka Bujasa.

## Rad na rječniku
Autor knjige je akademik Željko Bujas, a urednica Sunita Bujas. Korekturu su izvršili Branko Iljazović i Danijela Živković, reviziju je također izvršio Branko Iljazović. DELO Reprostudio d.d. iz Ljubljane je napravio grafičku pripremu. Maja Franić je radila na likovnoj opremi. Knjiga je tiskana od DELO Tiskarne d.d. u Ljubljani, 1999. godine.